# Майдан-Малий
Майдан-Малий (пол. Majdan Mały) — село в Польщі, у гміні Краснобруд Замойського повіту Люблінського воєводства.
Населення — 227 осіб (2011).
У 1975-1998 роках село належало до Замойського воєводства.

## Демографія
Демографічна структура станом на 31 березня 2011 року:
|          | Загалом | Допрацездатний вік | Працездатний вік | Постпрацездатний вік |
| -------- | ------- | ------------------ | ---------------- | -------------------- |
| Чоловіки | 117     | 18                 | 75               | 24                   |
| Жінки    | 110     | 20                 | 47               | 43                   |
| Разом    | 227     | 38                 | 122              | 67                   |